# Lindemann (musikgrupp)
Lindemann är en tysk/svensk industrimetal-duo grundad januari 2015 och som består av Till Lindemann (Rammstein) och Peter Tägtgren (Hypocrisy, Pain). Gruppens första spelning någonsin på svensk mark var den 27 februari 2020 på Annexet i Stockholm. På grund av högt biljettryck fick konserten flyttas från det först tilltänkta Münchenbryggeriet till Annexet.  

## Medlemmar
Nuvarande medlemmar
- Till Lindemann – sång (2015– )
- Peter Tägtgren – gitarr, basgitarr, trummor, synthesizer (2015–2020)
- Joe Letz - trummor
- Acey Slade - basgitarr
- Danny Lohner - basgitarr
- Emily Ruvidich - gitarr
- Jes Paige - gitarr
- Dani Sophia -  gitarr
- Constance Day - Keyboard
- Constance Antoinette - Keyboard

## Diskografi
Studioalbum
- Skills in Pills (CD, BD, digipak, 19 juni 2015)
- F & M (CD, 2xLP, digital nedladdning, 22 november 2019)

Singlar
- "Praise Abort" (digipak, 29 maj 2015)
- "Fish on" (CD, 9 oktober 2015)
- "Steh auf" - (Spotify, 13 september 2019)
- "Ich weiß es nicht" (7" vinyl, 1 november 2019)
- "Knebel" (MP3, 1 november 2019)
- "Frau & Mann" (2019)

Video
- Praise Abort – 2015
- Fish on – 2015
- Mathematik (med Haftbefehl) – 2018
- Steh auf – 2019